# 사쿠라기초 사고

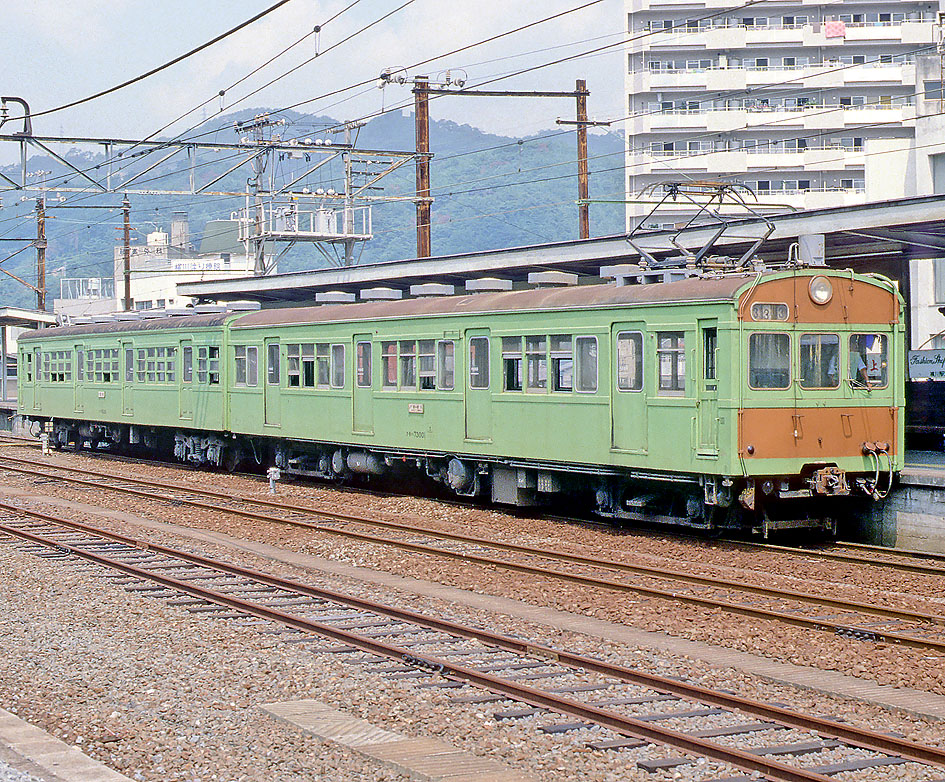
사쿠라기초 사고후, 1952년에 체질개선 공사를 받은 쿠모하 73001(개조전 원래 모하 63143). 1953년제의 쿠하 79326(안쪽)은 중단 가동식으로 설계 변경된 목제 삼단창을 남긴다.(1984년 가베 선)

사쿠라기초 사고(일본어: 桜木町事故)는 1951년 4월 24일 13시 45분 무렵 가나가와현 요코하마시 일본국유철도 도카이도 본선의 지선인 게이힌 선(현재의 네기시 선) 사쿠라기초역 구내에서 발생한 열차 화재 사고이다. 출입문이 열리지 않았던 터라 수많은 승객들이 탈출하지 못해 많은 사상자가 발생하였다. 범죄적 소행에 의한 것은 아니지만, 사쿠라기초 사건으로 불리기도 하였다. 이 사고 후 자동문 포함의 객차에는 출입문 비상 압축 공기 개방장치(비상 도어 코크)의 설치와 표시가 의무화되어 비상시 출입문을 승객이 수동으로 열수 있도록 법률이 개정되었다.

## 사고 개요
게이힌 선 사쿠라기초역 구내의 상행선에서 가선의 절연체(애자) 교체 공사를 진행 중이던 작업원이 실수로 스패너를 떨어뜨리는 바람에 상행선의 가선이 고정되지 않고 아래로 처지고 있었다. 거기에 게이힌 선의 하행 1271B 열차(63계 5량 편성, 당초 운전 시각표보다 9분 지연되었다.)가 하행선으로부터 포인트를 건너 상행선에 진입하던 중 처지고 있던 상행선의 가선에 선두차의 팬터그래프가 엉켰다. 기관사는 서둘러 팬터그래프를 내리려고 했지만, 선두차의 팬터그래프는 파손되어 가선이 차체와 접촉한 상태가 되었으며 거기에 전류의 합선이 발생하여 격렬한 불꽃과 함께 지붕의 가연성 도료로 발화하면서 목제의 천정에서 불길이 시작되었다. 그 결과 선두차인 모하 63756이 전소되고 2량째의 사하 78144가 반소되어 사망 106명, 중경상자 92명의 대형참사로 기록되었다.
사고 차량의 창은 중간을 고정한 3단 구조로 개구부의 높이는 29cm에 불과하여 탈출은 매우 곤란했다. 합선이 일어나고 있었기 때문에 자동문은 작동하지 않았던데다 승무원이나 역무원도 비상용 코크의 위치를 몰랐기 때문에 문을 외부에서 수동으로 여는 것도 시도할 수 없었다. 기관사가 차단된 관통로를 통해 승객을 구출하려고 했지만 당시 차량의 관통로는 차량 객실의 관통을 목적으로 한 것이 아니었기 때문에 열림의 여닫이 문은 외측에서 잠겨져 있었다. 가까스로 2량째의 관통로는 열렸지만 1량째는 탈출하려고 하는 승객의 압력으로 열리지 않았다. 결과적으로 1량째의 승객은 유리창을 파손하는 것 외에는 탈출경로가 전혀 없었기 때문에 인명피해를 더 키웠던 셈이 되었다. 사고 당시 사쿠라기초역 부근의 가선에 전기를 공급하고 있던 곳은 요코하마 변전소와 츠루미 변전소였는데 요코하마 변전소는 고속도 차단기가 작동하여 급전을 정지할 수 있었지만 츠루미 변전소는 고속도 차단기가 작동하지 않았고 약 5분에 걸쳐 가선에 전기가 계속 흘러 화재를 더 키운것이었다.

## 피해확대의 원인
사고차량인 63계 전동차는 중요한 안전부품을 생략하거나 투박한 대용품을 사용한 이른바 전시 설계에 의해 제조된 차량이었다. 가연성 재료가 많다는 것에 대해서는 전쟁 이전의 차량에도 공통되는 부분이 있지만 63계에서는 가연성의 도료나 베니어판의 천정내 의욕 등 연소성의 높은 재료가 많이 사용되고 있어 불연 구조는 전쟁전 차량보다 더 뒤떨어지는 것이었다.
게다가 63계는 전기 배선 절연의 질이 열악한 설계(통상적으로 절연 피막과 방호 강관으로 덮여 있어야 할 실외 배선을 절연체(애자) 지지의 노출 전선으로 하고 있거나 일부 실내의 배선을 보호덮개도 없이 실내에 노출하고 있었다.)로 이러한 전류합선 사고시 필요한 보안 기기의 일부도 생략되고 있었다. 이로 인해 차체에 가선의 전류가 흘렀을 경우 발화하기 쉬운 구조였다. 그것을 나타내는 사실로 본사고가 발생하기 이전부터 외적 요인(본사고에서는 가선 절단)이 없더라도 소규모의 발연·발화 사고를 일상적으로 일으켰으며 심한 경우에는 차체가 전소되어 사고 폐차가 되는 경우도 있었다.
또한 창의 경우 63계에서는 승객에게 통풍의 개선과 유리 부족을 보충할 수 있도록 삼단식으로 되어 있어 중간이 고정되어 있는 구조라 탈출은 불가능했다. 63계보다 전의 차량과 같이 2단식이거나, 혹은 삼단식이어도 중간도 가동하는 구조로 되어 있으면 개구부가 크기 때문에 탈출이 가능하고 희생자수는 더 줄어들었을것이라는 것이 공통된 시각이다. 출입문에 대해서도 1946년 6월 4일에 발생한 주오 본선 승객 전락 사고의 반성차원에서 목제문에서 강철문으로의 교체가 진행되고 있었으나 도어 코크 표시 미비와 함께 결과적으로는 예상 외 일이 되었다.
같은 차량의 처면에 있는 관통문도 미닫이가 아닌 안쪽으로 열리는 구조였다. 당시 근거리 수송 수단인 '전동차'에는 객차와 같은 황포함의 관통로는 설치되지 않고, 승객이 관통로를 지나다니는 것을 고려하지 않은 상황이었다. 이로 인해 초만원인 승객의 압력으로 문을 열지 못하고 탈출 또한 불가능했다.
지상측의 요인으로는 츠루미 변전소가 즉각적으로 전력공급을 정지하지 않았던 점을 들 수 있다. 현장에서 제일 가까운 요코하마 변전소는 사고 전류를 검지해 즉석에서 차단기가 작동하여 전력공급을 중단했지만, 한층 더 먼 곳에 있는 츠루미 변전소의 차단기는 먼 곳이기 때문에 사고 전류를 검출하지 못하고 가와사키 변전소로부터의 누전이 계속 진행되었다. 통상 요코하마 변전소의 차단기가 작동하면 먼 곳으로부터의 누전은 일어나지 않지만, 이 사고가 일어나기 전에 일어난 시오도메 변전소의 화재 복구를 위해 차단기 4기중 2기가 떼어져 있어 누전회로가 T형이 되고 있었기 때문에 가와사키 변전소로부터의 전력공급을 정지할 수 없었다. 당시의 변전소는 연락 차단 장치나 원격 제어장치가 없는 유인 운전이며 사고시 인접 변전소의 차단은 전화 연락에 의지하고 있었다. 이것이 계기가 되어 전류 변화율(I)을 바탕으로 사고 전류를 검출하는 직류 누전선 고장 선택 장치가 개발되었다.
덧붙여 사고의 직접·간접적인 요인은 아니지만 당시의 사쿠라기초역은 승강장 가장자리에 개찰구가 있었기 때문에 승객이 선두차에 집중되었던 것도 희생자가 늘어난 한 요인이었다.

## 사고후의 대책
당시 국철은 사고 며칠 후 전차량의 차체에 비상 코크 위치를 표시한 후 차내에도 코크 위치를 적은 벽보를 붙이는 등 빠른 대책을 강구했다. 그리고 전시에 설계된 전동차에 대해 우선 차내 방화 도료의 도포, 팬터그래프의 절연 강화, 차단부의 관통로와 관통망의 설치 등 응급 개조를 실시했다(1951년내에 완료되었다.). 이후 차내 천정의 강판화, 관통로 확장, 삼단창의 전면 가동화 등 철저한 체질개선 공사를 실시하여 800량에 달하는 대상차량의 체질개선 공사는 불과 2년 후에 완료되었다. 이러한 일은 이 사고가 사회에 끼친 여파를 이야기하는 것이라고 할 수 있다.
덧붙여 앞에서 서술한 체질개선 공사에 의해 모하 63형 전동차는 모하 73형(제어차), 모하 72형(중간차) 등으로 형식을 고쳐서 국철 말기까지 사용되었다. 자세한 것은 국철 72계 전동차#개조 내용을 참조해야 한다.

## 재판
사고의 관계 책임자는 기소되었다. 스패너를 낙하시킨 작업원과 사쿠라기초역의 신호계, 사고차량 승무원 도합 5명에게 금고 6개월에서 1년 10개월의 판결이 내려졌다.

## 사회적 영향
제2대 국철총재인 카가야마 유키오는 사고에 대한 책임을 지고 인책 사임했다.
국철은 1949년에 프로야구 구단 '국철 스왈로스'(현재의 도쿄 야쿠르트 스왈로스)를 시작하면서 그 후에도 80계 전동차·70계 전동차 등의 신형식 차량을 투입하여 특급·식당차·침대차 등 전쟁 도중에 폐지된 열차 서비스의 부활을 도모하는 등 부흥에 매진하고 있었다. 그 시기에 일어난 사고였던 터라 국철 내부의 충격은 컸던데다 언론에서는 "프로야구에 참가할 틈이 있으면 결함 전동차의 정비를 먼저 실시하라!"등 매스 미디어로부터 호된 비판을 받았다.
80계 전동차를 개발한 팀의 한 사람으로 당시 국철 차량국장을 맡고 있던 시마 히데오는 이 사고의 책임을 지고 사직하면서 그 후 소고 신지의 요청으로 복귀하는 1955년까지 철도 기술직으로부터 멀어지게 되었다.
당시 아사히 신문에서 연재되고 있던 '사자에상'에서도 이 사건을 소재로 한 회가 있었다.
츠루미 구의 조동종 대본산소지지에 사고의 위령비가 세워져 있다.

## 같이 보기
- 대구 지하철 화재사고
- 호쿠리쿠 터널 화재 사고
- 파리 지하철 화재

## 참고 문헌
- 나카가와 고이치「사쿠라기초 사고와 모하 63형의 관계」

전기차연구회『철도 픽토리얼』2005년 1월호 No.756　p64-p69
- 아사하라 노부히코 '사쿠라기초 사고 보고서의 수수께끼 사하 78144과 188중에서 어느 쪽이 사고차였는가'

네코·퍼블리싱『레일 매거진』2006년 8월호 No.275　p114-p115